# Gay Shame
Gay Shame (Vergüenza gay) es un movimiento contracultual de la comunidad LGBTQ planteado como una alternativa frente al Gay Pride (Orgullo gay), al considerar que las actividades y eventos organizados en este último se han comercializado en exceso, dependiendo demasiado del patrocinio de las empresas lo que empobrecería culturalmente y mediatiza la programación de actos para evitar ofender a los patrocinadores. El movimiento Gay Shame se desarrolló para agrupar la expresión de los puntos de vista radicales, las ideologías contraculturales y las artes de vanguardia.

## En Nueva York
El Gay shame se creó en 1998 como un evento anual en protesta contra la comercialización excesiva de los actos del orgullo gay, de ahí su el nombre antagónico, en Brooklyn, Nueva York. Sus miembros están en contra de la asimilación de los homosexuales, a lo que consideran estructuras sociales opresivas y conservadoras, por lo que están en contra de la legalización de los matrimonios homosexuales. Los primeros años el movimiento ha estado apoyado por el colectivo de artistas DUMBA, así como otros artistas del mundo de la música y el espectáculo como los grupos Three Dollar Bill y Kiki and Herb o personajes como Eileen Myles, Mattilda aka Matt Bernstein Sycamore y Penny Arcade que asistieron al primer evento. Durante este primer festival se rodó la película documental Gay Shame 98 dirigida por Scott Berry.
Entre las actividades del Gay Shame de Nueva York se publicó un fanzine titulado Swallow Your Pride (trágate tu orgullo) del que salieron tres números.

## Expansión
Posteriormente el movimiento se extendió a San Francisco, Toronto, Suecia y Reino Unido. El movimiento Gay Shame de San Francisco se convirtió en un grupo de acción directa no jerárquico que sigue en activo. En Estocolmo, Suecia, se realizaron actos de Gay Shame de 2001 a 2004.
En Londres se realizan actos bajo el título "Gay Shame and Lesbian Weakness" (vergüenza gay y debilidad lésbica) organizados por el local nocturno Duckie. Aunque se realizó anteriormente, se convirtió en un evento anual a partir de 1998. Los actos incluyen actuaciones musicales y de teatro experimental, que también se denominan The Annual Festival of Homosexual Misery (festival anual de miseria homosexual).